# Corruption au Cameroun
 (janvier 2017).
Le haut niveau de corruption au Cameroun reste une spécificité du pays. Malgré les pressions internationales et de nombreux plans ou lois de lutte contre la corruption, la pratique reste une constante de la vie de tous les jours dans ce pays, puisque, en 2004, plus de 50 % des ménages camerounais ont reconnu avoir versé au moins un pot-de-vin.

## Origine historique

### Époque précoloniale
Les royaumes du bassin tchadien, lorsqu'ils n'étaient pas en guerre, usaient généralement de la diplomatie du « cadeau » pour l'éviter. Des cadeaux utiles sont en effet nécessaires pour temporiser un État plus fort agressif et promouvoir les relations de bon voisinage. Les plus petits États « achètent » alors la clémence de leur grand voisin.
De même, le visiteur offrira un cadeau au souverain qu'il visitera, et en retour, celui-ci fera preuve d'hospitalité envers ce visiteur. Ce dernier repartira avec des cadeaux pour son roi, signe des bonnes relations entre les deux royaumes. Le cadeau est alors un usage diplomatique de la région.
Au sein d'un même royaume, il est aussi d'usage qu'il existe des échanges de cadeaux entre vassaux et suzerain. Le don au suzerain est alors le tribut du vassal (en plus de l'impôt), symbole de sa soumission et de son allégeance mais, à l’occasion de fêtes religieuses par exemple, le suzerain offrira aussi des cadeaux à ses vassaux.
Les premiers explorateurs européens de l'Afrique connaissent ces pratiques grâce aux récits de voyageurs les ayant précédés. Ils feront usage de cadeaux afin de pouvoir accéder aux sultans et gagner les autorisations de visiter la région. Néanmoins, avec les explorateurs européens, le cadeau perd sa symbolique diplomatique pour ne devenir qu'un simple droit de passage, voire de pot-de-vin lorsqu'il s'agit de convaincre un premier ministre d'arranger une entrevue avec son sultan.

### Époque coloniale
La colonisation allemande met fin aux pratiques esclavagistes (razzias), privant ainsi les aristocraties locales de la part substantielle de leurs revenus provenant du trafic d'esclaves. Par la suite, la mise en place d'une administration coloniale remet en cause la légitimité des impôts prélevés par certains chefs traditionnels sur leur population. Nombre de chefferies s'appauvrissent et ne peuvent pourvoir à l'entretien de leur cour.
Néanmoins, dans l'administration coloniale, les chefs traditionnels sont la courroie de transmission entre le pouvoir colonial et la population. Pour se concilier les bonnes grâces de ceux-ci, l'administration allemande leur offre des présents en de nombreuses occasions et leur permet de garder une partie de l'impôt colonial, contrepartie de leur loyauté. Ces chefs, confortés par les colonisateurs, ont à nouveau un pouvoir. Les populations leur versent alors de nouveau des tributs et des cadeaux pour se concilier leurs faveurs. Les chefferies sont alors entièrement dépendantes des cadeaux (de la population ou du colonisateur) pour leur fonctionnement.
Le passage du pouvoir colonial allemand au pouvoir colonial français et britannique ne changera pas fondamentalement le mode d'administration du Cameroun.

### Indépendance
Lors de l'indépendance du Cameroun (1960), le président Ahidjo s’appuiera sur les chefs traditionnels pour assoir son autorité.
Les chefs gagnent alors un certain nombre de pouvoirs, qu'ils commencent à monnayer (on donne alors la « cola » pour pouvoir, par exemple, minimiser la taille d'un cheptel et échapper à l'impôt).
Le chef s'appuyant sur les « notables » de son village qui le nomment, de nombreux prétendants au statut de notable cherchent à obtenir une audience. Pour traverser les antichambres qui mènent au chef, il faut, comme le veut la coutume, faire des présents dont la valeur augmente à mesure qu’on se rapproche du chef. La qualité du cadeau marquant le degré de considération qu’on octroie à son destinataire.
De la même manière, l'élite scolaire du Cameroun cherchera à obtenir auprès des dirigeants le même genre de faveur pour accéder aux postes clefs de l'État.
Par ailleurs, dans la justice coutumière, il était nécessaire et traditionnel de faire des cadeaux au chef et aux auxiliaires de justice afin de s'assurer la bienveillance de chacun.
Jusqu'en 1977, les chefs seront aux postes clefs du parti présidentiel et maîtriseront la machine administrative. Par la suite, peu à peu, des fonctionnaires leur succéderont, reprenant leurs fonctions administratives et les « avantages » liés à cette fonction.
Si les sénateurs camerounais disposent d'une immunité partielle dans le cadre de leurs fonctions, un mécanisme est créé afin que le bureau du Sénat, saisi par la justice, puisse retirer à un sénateur son immunité dans le cadre d'une enquête anticorruption. Sylvestre Ngouchinghe est ainsi poursuivi pour une fraude à plus de cinq milliards de francs CFA en 2018,.

## Corruption de nos jours
Les Camerounais et leur presse parlent souvent du Cameroun comme des « double champions du monde de la corruption »
Le classement de l'organisation Transparency International a signalé par deux fois ce pays comme ayant le plus grand indice perceptible de corruption. Il s'agit d'un indice de perception, recueilli auprès des populations concernées.
Elle possède plusieurs noms : Gombo, bière, taxi, carburant, tchoko, motivation, jus, fête...
À tous les niveaux de l'État, les fonctionnaires seraient corruptibles. En effet, les fonctionnaires, pour obtenir leur poste ou être mutés, doivent être « parrainés » ou « aidés » et ce, souvent, dès l'ENAM,. Le « parrain » attend ensuite de la part du fonctionnaire une reconnaissance qui n'est pas seulement verbale.[réf. nécessaire] Ce genre de pratique aurait aussi lieu au plus haut niveau de l'état d'après The African Independent.
Cette "motivation" peut servir à obtenir un passe-droit mais, en général, elle sert à obtenir un simple droit (on parle aussi, dans ce cas de « parafiscalité »).
Exemples issus de la vie courante :
- Contrôles de police : La corruption des officiers de police (appelés de façon populaire mange-mille) oblige parfois les conducteurs à payer un pot-de-vin lors du contrôle de leur véhicule[10].
- Le Cameroon Tribune fait état du mécontentement rencontrés par certains clients, obligés de payer une commission illégale pour obtenir l'argent de leurs comptes d'épargne[11].
- Pièces d'identité et d'état-civil : outre les taxes légales, des « frais annexes » sont demandés : photographie, timbre voire la plastfication des cartes d'identité. Obtenir une pièce d'état-civil (voire se marier) n'est possible qu'en « arrosant » qui de droit.
- Contrôles fiscaux : des remises sont prévues, après entretien « privé » avec le ministre de finances[12].

Ainsi, le Camerounais doit souvent remettre des pots-de-vin à des fonctionnaires dont les salaires ne peuvent suffire à les faire vivre décemment. Ainsi, en 2005, d'après Transparency International, chaque ménage camerounais aurait dépensé environ 102 500 francs CFA (156 euros) en moyenne et cela représenterait du tiers au cinquième des revenus des ménages les moins aisés.

### Indice de perception de la corruption (IPC)
L'indice de perception de la corruption est calculé par l'ONG Transparency International et reflète la perception de la corruption par les décideurs économiques et des experts.
| Année      | 1997       | 1998  | 1999  | 2000  | 2001  | 2002   | 2003    | 2004    | 2005    | 2006    |
| ---------- | ---------- | ----- | ----- | ----- | ----- | ------ | ------- | ------- | ------- | ------- |
| IPC        | non-classé | 1,4   | 1,5   | 2,0   | 2,0   | 2,2    | 1,8     | 2,1     | 2,2     | 2,3     |
| Classement | non-classé | 85/85 | 99/99 | 84/90 | 84/91 | 89/102 | 124/133 | 129/145 | 137/158 | 138/163 |

### Coût de la corruption
Selon Christol Georges Manon, président de l'Observatoire de lutte contre la corruption au Cameroun, 40 % des recettes enregistrées chaque année ne servent pas le développement pour cause de corruption.
Selon Samuel Ekoum, président de l'ONG camerounaise SOS corruption, l’État du Cameroun perd en moyenne par an 400 milliards de francs CFA à cause de la corruption.

#### Dans le secteur forestier
Selon une enquête menée par Greenpeace, Forest Monitor et le Centre pour l’environnement et le développement (Ced), l’État perdrait en moyenne 100 milliards de francs CFA chaque année dans le secteur forestier, du fait de l’exploitation illégale (60 milliard pour Global Witness). Toutefois, ce montant ne fait pas la part entre le coût dû à la corruption et celui dû à la fraude classique.
Les ONG soulignent notamment que, bien que la loi le leur interdise, des hauts fonctionnaires camerounais (notamment des généraux de l'armée) exploitent des forêts via des prête-noms. 
De plus, selon Patrice Bigombé Logo, professeur d'université et directeur le l'ONG "Centre de recherche et d'action pour le développement durable en Afrique centrale", à peine 20 % des impôts versés par les compagnies forestières aux communes est investi dans le développement local. Le reste serait utilisé pour alimenter les réseaux ou le profit personnel des élites locales.
Selon Transparency international, il existe trois sources principales de corruption dans la forêt camerounaise : l’exploitation forestière illégale, l’exploitation forestière anarchique et les coupes et sciages traditionnels.
Selon les ONG CED et Global Witness, « le secteur forestier du Cameroun est plus que jamais mis à contribution dans l'entreprise d'accumulation privée de nombreux détenteurs d'une parcelle de pouvoir dans le pays. »
Certains forestiers se plaignent de mesures de rétorsion de la part de l'administration s’ils refusent le système de corruption mis en place. En effet, les entreprises acceptant le système peuvent exploiter leurs forêts en payant moins d'impôts alors que celles qui le refusent font l'objet de mesure de rétorsion (impositions fantaisistes, blocage des exportations, zèle administratif). 
Selon un rapport publié par l'ONG Les Amis de la Terre et rédigé par un ancien forestier européen, le système de corruption est généralisé. À tel point que, selon ce forestier, « même ceux qui voudraient faire les choses honnêtement ne le peuvent pas ». »

### Secteurs les plus corrompus
Dans l’enquête du Baromètre mondial de la corruption 2003 (Transparency International), en réponse à la question « si vous pouviez éliminer la corruption au sein d’une des institutions suivantes quel serait votre premier choix ? » : 
- 31 % : système judiciaire
- 14 % : la police

Dans le baromètre 2004, les secteurs les plus corrompus au Cameroun seraient :
- les douanes
- la police

Selon l'ONG camerounaise SOS corruption, les administrations les plus corrompues en 2004 seraient :
- 1er ex æquo : impôts - Douane - Comptabilité matière (marchés publics)
- 4e : Travaux publics
- 5e : Forêts
- 6e : Police et gendarmerie
- 7e : Industrie et commerce
- 8e : Éducation nationale
- 9e : transport
- 10e : Fonction publique
- 11e : Santé
- 12e : Administration territoriale
- 13e : Justice
- 14e : Domaines et affaires foncières
- 15e : Poste et télécommunication
- 16e : Travail et prévoyance sociale
- 17e : Agriculture
- 18e : Enseignement supérieur

## Au sein du gouvernement et de l'administration

### Gouvernement
De nombreuses rumeurs font état de la « mise en vente » des postes ministériels et des directions d'entreprises publiques par la présidence.
Ainsi, d'après le journal "The African Independent", l'ancien directeur des impôts, Polycarpe Abah Abah, aurait acheté son poste de ministre des finances pour 3 milliards de francs CFA .

### Administration fiscale
Au sein de l'administration des impôts et du trésor, les détenteurs d'une créance sur l'État auraient l'obligation de verser une partie de celle-ci aux différents fonctionnaires afin de pouvoir percevoir leur dû.

## Lutte contre la corruption

### Pouvoirs publics
De loin en loin (à chaque parution du classement de Transparency International), le gouvernement fait paraître quelques communiqués  anti-corruption, effectue quelques arrestations dans le cadre de l'opération Épervier nom donné par les médias à une vaste opération judiciaire dans le cadre de la lutte anti-corruption au Cameroun qui n'ont que peu d'effets sensibles à long terme, faute de suivi et de volonté réelle. 
Cette corruption est en voie de contaminer le secteur privé puisque, de plus en plus, il faut « motiver » le caissier pour obtenir son salaire ou son règlement. Et un courrier « non suivi » peut se perdre facilement.
Les populations sont conscientes qu'un tel phénomène est contre-productif mais la corruption est tellement entrée dans les mœurs qu'on ne sait plus par où commencer.
Une cellule interministérielle de lutte contre la corruption a été créée. La presse a révélé que des personnes qui y avaient rapporté des faits avaient reçu des menaces. De même, un observatoire de lutte contre la corruption a été créé, même s'il n'a pas la faculté de poursuivre les cas de corruption.
Le 18 mai 2004, le Cameroun a ratifié la Convention des Nations unies sur la corruption. En 2005, le gouvernement a par ailleurs décidé d'adhérer à l'initiative de transparence dans le secteur des industries d'extraction (EITI) et devrait publier les chiffres des revenus de l'exploitation pétrolière (géré par la Société nationale des hydrocarbures qui dépend de la présidence).

### Église catholique
Au Cameroun, l'Église catholique romaine dénonce régulièrement la corruption. En effet, dès 1977, les évêques de la province ecclésiastique de Bamenda ont publié une première lettre dénonçant la corruption. Elle sera suivie, en 1980, par une lettre des évêques de la province ecclésiastique de Garoua, puis en 1990 par une lettre de tous les évêques du Cameroun.
L'Église a mis en place dans ses 24 diocèses une commission "justice et paix" pour aider à lutter contre ce fléau.

### Mobilisation de la presse
Le journaliste camerounais Martinez Zogo, spécialisé dans la dénonciation de l’affairisme et de la corruption, oriente ses enquêtes et reportages sur des détournements présumés impliquant des personnalités politiques et économiques proches du gouvernement. Sa notoriété de lanceur d'alerte est le motif probable de son meurtre en janvier 2023.

## Réactions internationales

### États-Unis d'Amérique
L'ambassadeur des États-Unis, Niels Marquardt a dénoncé publiquement la corruption sévissant au Cameroun, dans une déclaration du 20 janvier 2006 rapportée par Mutations : « Les actes de corruption sont devenus si communs et si banals que certains observateurs se demandent si le sens du mot corruption a une connotation différente au Cameroun ».
D'après le journal Mutations, début 2006, l'ambassadeur des États-Unis au Cameroun, Niels Marquardt, a transmis au président Paul Biya une liste de 58 très hauts personnages de l'État dont les fortunes ne peuvent être expliquées par leurs revenus officiels. Cette liste a été partiellement publiée par la presse.
Quatre arrestations suivront la remise de cette liste, dont un (l'ancien directeur de la CRTV) sera remis en liberté quelques jours plus tard.
Paul Biya a par la suite pris la peine, au cours d'un discours, de rappeler la souveraineté du Cameroun sur ces questions.

### Sources et bibliographie
- Cadeaux et corruption à la cour des chefs traditionnels au nord-Cameroun - Université de Ngaoundéré
- Lorsque la cola n'est plus le fruit du colatier - Université de Ngaoundéré - Étude sur les termes utilisés pour désigner la corruption au Cameroun
- Opération épervier est le nom donné par les médias à une vaste opération judiciaire dans le cadre de la lutte anti-corruption au Cameroun, article paru dans AfricaPresse.com
- « Stepping up the fight against corruption in Cameroon », article (en anglais) de Transparency International publié le 9 mars 2006.
- « Ne dites surtout pas "corruption" », article paru dans Le Messager le 20 août 2003 et mis en ligne sur le site Cameroon-Info.net.
- « Foot, politique et corruption : "Les Camerounais vont peut-être demander des comptes" », interview d'Eugène Ébodé réalisée par Pierre Cherruau et Gina Milonga Valot diffusée sur le site de Courrier international le 29 juin 2006.
- « Comment devenir le pays le plus corrompu du monde », article paru dans Courrier international (adapté d'un article du Messager) paru le 29 octobre 1998.
- « Le Cameroun victime d'une corruption endémique », article de Babette Stern paru dans Le Monde le 18 janvier 2001.
- « La lutte contre la corruption ne fait que commencer », article d'Alain Faujas paru dans Le Monde Économie, supplément du Monde le 26 juin 2001.
- Thèse Institut de recherche pour le développement : l’approvisionnement et la distribution alimentaires à Douala
- Nabil Aman Ndikeu Njoya, Corruption et croissance économique au Cameroun : de l’effet direct et des effets indirects à travers la répartition des dépenses publiques. Economies et finances, Université Rennes 1, 2017 (lire en ligne)
- Tarik Dahou Gallimard, Déculturaliser la corruption, 2002/4 n° 620-621, 289 à 311 (ISBN 9782070767137, ISSN 0040-3075, lire en ligne)
- Etienne Modeste Assiga-Ateba, L'analyse économique de la corruption au Cameroun, Revue canadienne d'études du développement = Canadian journal of development studies 22:721-745, janvier 2001 (DOI 10.1080/02255189.2001.9668841, lire en ligne)